# Élections américaines de la Chambre des représentants de 2006

Représentant républicain réélu.
Représentant démocrate réélu.
Représentant démocrate élu.

En 2006, les élections à la Chambre des représentants des États-Unis ont eu lieu le 7 novembre. 435 sièges de représentants de districts sont renouvelés, tout comme les quatre sièges de représentants de territoires non-incorporés, sans droit de vote.
Le mandat des représentants étant de deux ans, ceux qui ont été élus à l'occasion de cette élection siègent durant le 110e congrès du 3 janvier 2007 au 3 janvier 2009. Les démocrates reprennent la majorité aux républicains, et Nancy Pelosi devient présidente de la Chambre en remplacement de Dennis Hastert.

## Cadre institutionnel et mode de scrutin
Un nombre de sièges est attribué à chaque État en fonction de sa population, telle qu’elle est établie par le recensement décennal. Un État doit cependant avoir au moins un représentant. Le nombre total de sièges est de 435, et ce depuis 1963. À ces 435 membres ayant le droit de vote, il faut ajouter cinq membres sans droit de vote représentant le district de Colombia, les Samoa américaines, Guam, les Îles Mariannes du Nord et les Îles Vierges des États-Unis. Enfin, Porto Rico élit un Resident Commissionner, ne possédant pas non plus le droit de vote, mais pour un mandat de 4 ans et donc n'ayant pas de mandat à renouveler en 2006.
Les États sont divisés en autant de circonscriptions qu’ils ont de sièges, chaque circonscription élisant donc un représentant. Les États révisent généralement leur découpage électoral après chaque recensement décennal, puisque ce découpage doit refléter approximativement la répartition de la population. 
Pour être éligible au poste de représentant, un individu doit avoir au moins 25 ans, être citoyen américain depuis au moins 7 ans et être un habitant de l’État (mais pas forcément de la circonscription) qu’il souhaite représenter.
Les élections législatives se déroulent tous les deux ans, les années paires, en novembre. Depuis 1967, le scrutin proportionnel est interdit et le mode de scrutin le plus utilisé est le scrutin uninominal à un tour. Seuls les États de Louisiane et de Washington utilisent des systèmes proches d’un scrutin uninominal à deux tours. Les sièges qui deviennent vacants durant une législature sont renouvelés grâce à des élections partielles, sauf si la vacance intervient à une date trop proche des prochaines élections.

## Résultats
| Suffrages exprimés | Suffrages exprimés | Suffrages exprimés | 73 025 187 |             | 435 sièges à pourvoir | 435 sièges à pourvoir |
|                    |                    |                    |            |             |                       |                       |
| Liste              | Chef de file       |                    | Suffrages  | Pourcentage | Sièges acquis         | Var.                  |
| Parti démocrate    | Nancy Pelosi       |                    | 37 491 518 | 51,34 %     | 233 / 435             | +31                   |
| Parti républicain  | Dennis Hastert     |                    | 33 862 420 | 46,37 %     | 202 / 435             | -30                   |
| Indépendants       | Aucun              |                    | 473 623    | 0,65 %      | 0 / 435               | -1                    |
| Autres partis      | Aucun              |                    | 1 197 626  | 1,64 %      | 0 / 435               | 0                     |

1. ↑  Le seul indépendant était Bernie Sanders qui siège au Sénat à partir de janvier 2007.